# Mauraz
Mauraz est une commune suisse du canton de Vaud, située dans le district de Morges. Elle est également la commune la moins peuplée du canton de Vaud.

## Géographie
Le territoire de Mauraz s'étend sur 0,5 km2, ce qui en fait la plus petite commune de Suisse ne bordant pas un lac. Lors du relevé de 2013-2018, les surfaces d'habitations et d'infrastructures représentaient 8,0 % de sa superficie, les surfaces agricoles 74,0 % et les surfaces boisées 12,0 %.
| L'Isle     |        |          |
|            | Mauraz | Pampigny |
| Montricher |        |          |

## Population

### Gentilé
Les habitants de la commune se nomment les Mauraziens (ou les Mauratons),.

### Démographie
Mauraz compte 65 habitants au 31 décembre 2022 pour une densité de population de 130 hab/km2. Sur la période 2010-2019, sa population a augmenté de 5,6 % (canton : 12,9 % ; Suisse : 9,4 %).  